# プラブ
プラブ（Prabhu、1956年12月25日 - ）は、インドのタミル語映画で活動する俳優、映画プロデューサー。シヴァージ・ガネーサンの息子であり、1980年代後半から1990年代にかけての時期を代表するタミル俳優の一人。これまでに220本以上の映画に出演し、『Chinna Thambi』でタミル・ナードゥ州映画賞 主演男優賞を受賞している。

## 生い立ち
1956年12月25日にシヴァージ・ガネーサンの次男として生まれた。兄のラームクマール・ガネーサンはプロデューサーとしてタミル語映画で活動している。プラブはベンガルールのビショップ・コットン・ボーイズ・スクールを卒業後にエグゼクティブ・プロデューサーとして映画界に進み、叔父V・C・シャンムガムの下で働き始めたが、彼は映画製作のプロセスを一から学ぶように指示し、俳優の椅子引きなどの雑務から仕事を始めさせた。俳優になる前はシヴァージ・プロダクションの製作に参加し、父に同行して撮影や演技の技術を学んでいたという。

## キャリア

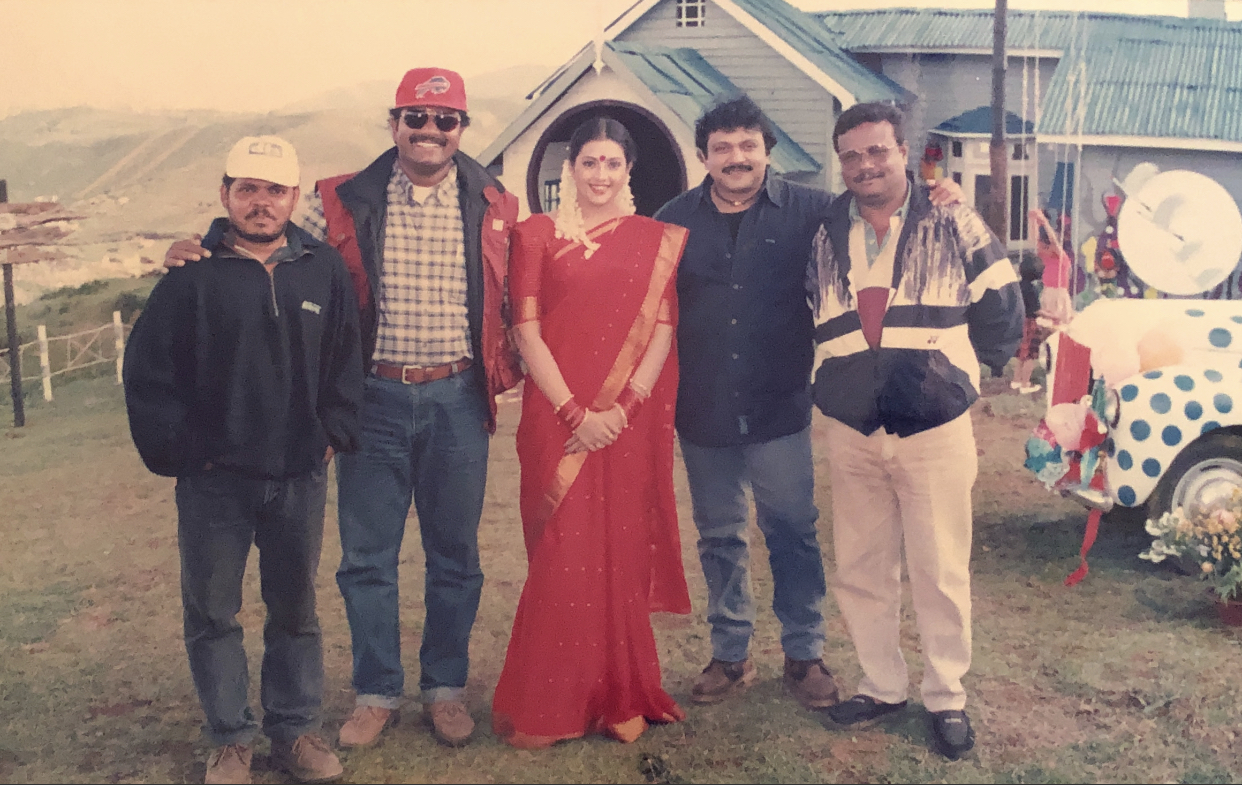
『Manam Virumbuthe Unnai』撮影現場でのシヴァチャンドラン、プラブ、ミーナ、イラヴァラス

当初、父のシヴァージ・ガネーサンはプラブが俳優の道に進むことに難色を示していたが、映画界での活動を続ける中で映画製作者からの出演依頼がくるようになったという。その結果、1982年にC・V・ラージェーンドランの『Sangili』（ヒンディー語映画『Kalicharan』のリメイク作品）で俳優デビューし、このほかにチャールハーサンの『Pudhiya Sangamam』やガンガイ・アマラーンの『Kozhi Koovuthu』にも続けて出演している。キャリアの初期は父との共演作が多く、1983年に共演した『Neethibathi』『Sandhippu』はシルバー・ジュビリーを記録するなど興行的な成功を収めた。その後、30本（このうち父との共演作は19本だった）の映画に出演したが次第にキャリアが行き詰まったことで、彼はキャリアの再考を余儀なくされた。
プラブはキャリアを立て直すため父との共演を避けるようになり、幅広くオファーを受ける方針を転換し、出演作を厳選するようになった。その後に出演したG・M・クマールの『Aruvadai Naal』、マニヴァンナンの『Palaivana Rojakkal』は興行的な成功を収め、1988年にはS・P・ムトゥラーマンの『Guru Sishyan』、マニラトナムの『Agni Natchathiram』、P・ヴァースの『En Thangachi Padichava』に出演し、いずれも興行的な成功を収めている。また、『En Thangachi Padichava』の成功をきっかけにP・ヴァースの監督作品『Chinna Thambi』『Senthamizh Paattu』に続けて出演し、『Chinna Thambi』ではタミル・ナードゥ州映画賞 主演男優賞を受賞した。
1994年はR・V・ウダヤクマールの『Rajakumaran』、K・バーラチャンダルの『Duet』に出演し、1996年にはプリヤダルシャンの『Kaalapani』でモーハンラールと共演している。しかし、1996年に成功を収めた『Panchalankurichi』以降は再びキャリアが低迷し、それまで当たり役として演じてきた「村の善人」のイメージを刷新する必要に迫られた。その結果、2000年代に入るとアクション映画から距離を置き、ラーマ・ナーラーヤナンやT・P・ガジェーンドランなどが手掛けるファミリー映画に出演するようになった。また、助演俳優としてキャリアを転換し、『Vasool Raja MBBS』『チャンドラムキ 踊る!アメリカ帰りのゴーストバスター』でカマル・ハーサンやラジニカーントと共演した。これ以降も『Unakkum Enakkum』『Thaamirabharani』『Ayan』『Billa』『Kanthaswamy』『ラーヴァン』『3』などに出演し、2016年には甥のドゥシャント・ラームクマールがプロデュースした『Meen Kuzhambum Mann Paanaiyum』にも出演している。
2021年はマラヤーラム語映画『Marakkar: Lion of the Arabian Sea』で22年振りにモーハンラールと共演した。2022年にはマニラトナムの『PS1 黄金の河』でヴェーラール侯役を演じ、2023年の続編『PS2 大いなる船出』にも引き続き出演している。

## 私生活
1982年にプニタと結婚し、1男1女（ヴィクラム・プラブ、アイシュワリヤー・プラブ）をもうけた。息子のヴィクラム・プラブは俳優の道に進み、2012年に『Kumki』で俳優デビューしている。

## 受賞歴

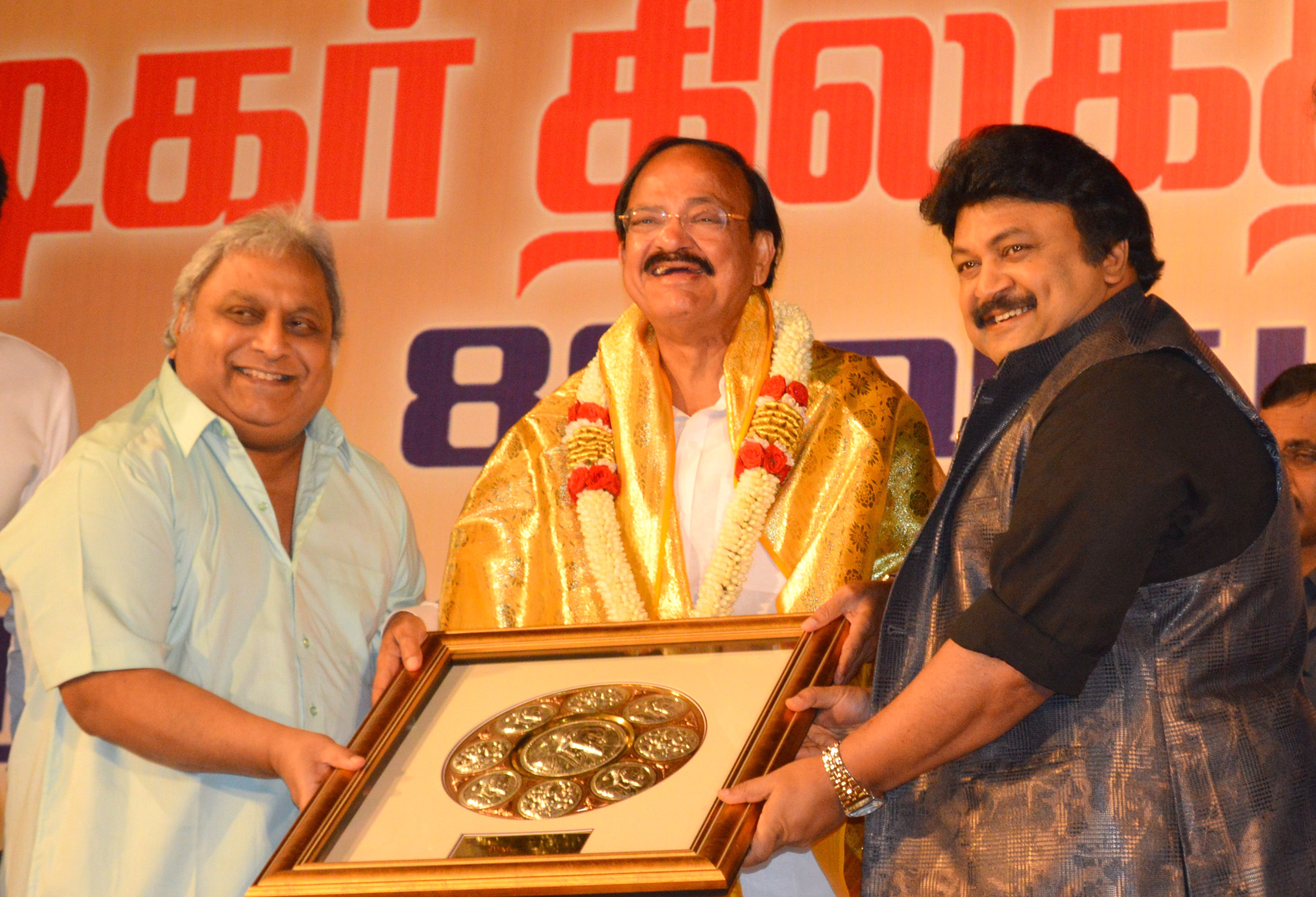
シヴァージ・ガネーサン生誕88周年の記念品を贈呈する情報・放送大臣ヴェンカイアー・ナイドゥ（中央）と記念品を受け取るラームクマール（左）、プラブ（右）

| 年                                | 部門                              | 作品                                                   | 結果                              | 出典                              |
| フィルムフェア賞 南インド映画部門 | フィルムフェア賞 南インド映画部門 | フィルムフェア賞 南インド映画部門                      | フィルムフェア賞 南インド映画部門 | フィルムフェア賞 南インド映画部門 |
| --------------------------------- | --------------------------------- | ------------------------------------------------------ | --------------------------------- | --------------------------------- |
| 1987年                            | タミル語映画部門主演男優賞        | 『Aruvadai Naal』                                      | ノミネート                        |                                   |
| 1989年                            | タミル語映画部門主演男優賞        | 『Agni Natchathiram』                                  | ノミネート                        |                                   |
| 1993年                            | タミル語映画部門主演男優賞        | 『Chinna Thambi』                                      | ノミネート                        |                                   |
| 1995年                            | タミル語映画部門主演男優賞        | 『Duet』                                               | ノミネート                        |                                   |
| 2006年                            | タミル語映画部門作品賞            | 『チャンドラムキ 踊る!アメリカ帰りのゴーストバスター』 | ノミネート                        |                                   |
| 2010年                            | タミル語映画部門助演男優賞        | 『Ayan』                                               | ノミネート                        |                                   |
| タミル・ナードゥ州映画賞          |                                   |                                                        |                                   |                                   |
| 1991年                            | 主演男優賞                        | 『Chinna Thambi』                                      | 受賞                              | [ 9 ]                             |
| 2002年                            | 特別賞                            | 『Charlie Chaplin』                                    | 受賞                              | [ 17 ]                            |
| 2005年                            | 作品賞                            | 『チャンドラムキ 踊る!アメリカ帰りのゴーストバスター』 | 受賞                              | [ 18 ]                            |
| シネマ・エクスプレス賞            |                                   |                                                        |                                   |                                   |
| 1998年                            | タミル語映画部門主演男優賞        | 『Manasukkul Mathappu』                                | 受賞                              | [ 19 ]                            |